# Martin-Baker MB-3
Martin-Baker MB-3 – prototypowy brytyjski samolot myśliwski wytwórni Martin-Baker powstały w ramach specyfikacji F.18/39. W katastrofie jedynego wybudowanego prototypu zginął współzałożyciel wytwórni Valentine Baker.

## Historia
4 maja 1939 roku brytyjskie Ministerstwo Lotnictwa (Air Ministry) skierowało do wytwórni Martn-Baker specyfikację F.18/39. Specyfikacja opisywała warunki techniczne, jakie musi spełnić nowy, jednomiejscowy samolot myśliwski, który w przyszłości zastąpiłby w linii maszyny Hawker Hurricane i Supermarine Spitfire. Oczekiwano, iż nowy samolot będzie zdolny do lotu z prędkością maksymalną nie mniejszą niż 644 km/h. Długotrwałość lotu miała wynosić 2 godziny z prędkością ekonomiczną plus dodatkowe 30 minut w locie z prędkością maksymalną, przy zachowaniu 30% rezerwy paliwa. Maksymalną masę startową określono na poziomie nie większym niż 5443 kg. Sugerowano użycie 12-cylindrowego sinika rzędowego Rolls-Royce Griffon z dwubiegową sprężarką lub, w przypadku braku dostępu do tej jednostki, silnika Rolls-Royce RM.2SM (Merlin XX). Przewidywano uzbrojenie samolotu w cztery działka kalibru 20 mm oraz silne opancerzenie kabiny pilota. James Marti, współwłaściciel wytwórni i jej główny konstruktor zaproponował projekt, nad którym pracował już od końca 1938 roku – samolotu oznaczonego jako MB-3. W projekcie zawarł swoje wcześniejsze doświadczenia i rozwiązania. Tak jak zalecało Ministerstwo Lotnictwa, do napędu samolotu wybrano jednostkę Rolls-Royce Griffon 37. W maju 1939 roku Martin zamówił trzy silniki Merlin, a dwa miesiące później, w lipcu, trzy silniki Griffon. 16 czerwca 1939 roku Ministerstwo podpisało umowę z wytwórnią na budowę trzech prototypów o numerach ewidencyjnych R2492, R2496 i R2500. Oczekiwano, że pierwszy z nich będzie gotowy do 15 grudnia 1939 roku, a pozostałe dwa do 15 lutego 1940 roku. Pomimo wcześniejszego zamówienia, sugerowany przez Ministerstwo silnik Griffon nie był dostępny. Air Ministry zleciło użycie jednostki Napier Sabre II – potężnego, 24-cylindrowego, chłodzonego cieczą silnika rzędowego o mocy startowej 2020 KM napędzającego trzyłopatowe, samoprzestawialne śmigło de Havilland Hydromatic o średnicy 3,66 m. 11 sierpnia 1940 roku podpisano nowy kontrakt na budowę trzech prototypów napędzanych silnikiem Sabre. Chłodnice cieczy i oleju postanowiono umieścić pod skrzydłami w płaskich obudowach, niezaburzających sylwetki aerodynamicznej samolotu. Ambitne plany dotyczące tempa produkcji egzemplarzy prototypowych, przy niewielkim potencjale produkcyjnym wytwórni i obłożeniu innymi zadaniami, nie zostały w tych warunkach zrealizowane. Gotowy samolot prototypowy i jedyny zbudowany (R2492) został wytoczony z hali montażowej 27 sierpnia 1942 roku. Po przewiezieniu maszyny do mieszczącej się niedaleko wsi Wing bazy Royal Air Force Wing, 31 sierpnia tego samego roku oblatano samolot. Za jego sterami siedział współwłaściciel wytwórni Valentine Baker. MB-3 podczas prób w locie wykazywał więcej niż zadowalające cechy. Maszyna była łatwa w pilotażu, bardzo zwrotna i stateczna w całym zakresie osiąganych prędkości. Pomimo nieprzeprowadzenia badań mających oznaczyć maksymalne osiągi samolotu, specjaliści z Royal Aircraft Establishment oszacowali, że z silnikiem NS.4SM o mocy 2040 KM maszyna może osiągnąć prędkość maksymalną 673 km/h. Główny konstruktor, James Martin, oczekiwał, że samolot poleci z jeszcze większą prędkością. Jedyne uwagi, jakie miano do samolotu, to przegrzewający się silnik. 12 września 1942 roku samolot wzbił się do swojego dziesiątego lotu, za jego sterami siedział ponownie Valentine Baker. Tuż po starcie silnik samolotu przerwał pracę, a Baker chcąc uniknąć wpadnięcia na znajdujące się przed nim zabudowania zmusił samolot do skrętu w lewo. Podczas manewru maszyna zahaczyła o drzewa, samolot spadł, a w jego szczątkach zginął Valentine Baker. Baker był nie tylko współzałożycielem i właścicielem wytwórni, prywatnie był również przyjacielem Jamesa Martina. Po tym wypadku Martin na dobre zainteresował się stworzeniem systemów ratujących życie pilotom zmuszonym do natychmiastowego opuszczenia niesprawnego samolotu - foteli wyrzucanych. Po katastrofie prace nad MB-3 wstrzymano. Nieukończone dwa pozostałe prototypy były na etapie budowy kadłubów. W październiku 1942 roku Air Ministry poleciło ukończyć obydwa prototypy. Oczekiwano, że drugi prototyp będzie dostarczony 1 stycznia 1943 roku. Martin zmodyfikował swój projekt. Pierwsza z modyfikacji, oznaczona jako MB-3 Mk II, miała polegać na likwidacji wybrzuszenia kadłuba znajdującego się za kabiną pilota i zastąpieniu dotychczasowego wiatrochronu kroplową osłoną, poprawiającą widoczność do tyłu. Drugi projekt, jaki przedstawił Ministerstwu Martin, oznaczony jako MB-3A zakładał przesunięcie kabiny pilota o około 1,5 m do przodu kadłuba. Chłodnice cieczy i oleju zamierzał przenieść z dotychczasowej lokalizacji pod skrzydłami do tylnej części kadłuba za kabinę pilota. Wloty powietrza do obydwu chłodnic miały znajdować się po obydwu stronach kadłuba na jego burtach. Żaden z tych projektów nie został zrealizowany. James Martin wstrzymał prace nad konstrukcją MB-3 na rzecz znacznie nowocześniejszego projektu - MB-5.

## MB-4
Jednym z rozważanych projektów będących modyfikacją bazowego MB-3, był projekt znaczony jako MB-4. Martin zakładał wykorzystanie w nim 18-cylindrowego silnika w układzie podwójnej gwiazdy Bristol Centaurus. I ten projekt pozostał jedynie na papierze.

## Konstrukcja
MB-3 był wolnonośnym dolnopłatem o metalowej konstrukcji. Kadłub, podobnie jak we wcześniejszych konstrukcjach Martina, tworzyła stalowa kratownica, pokryta arkuszami blachy. Dostęp do znajdujących się wewnątrz systemów i urządzeń zapewniały liczne, zdejmowalne panele, które pokrywały kadłub, rozwiązanie znane również z poprzednich konstrukcji Martina. Proste skrzydła o trapezowym obrysie i wzniosie wynoszącym 4,5° z duraluminiowymi żebrami o pojedynczych dźwigarach wykonanych również z duraluminium i stali. Skrzydła zaopatrzone zostały w wychylane pneumatycznie krokodylowe klapy używane tylko do lądowania, jako że można je było wychylać tylko do pozycji maksymalnej. Ster kierunku kryty płótnem, ster wysokości i lotki blachą. Lotki, ster kierunku i lewy ster wysokości zaopatrzone w trymery. Kabina pilota zakryta trzyczęściową osłoną, nieruchomym wiatrochronem, odsuwanej do tyłu owiewki i również oszklonego fragmentu kadłuba znajdującego się za głową pilota. Podwozie chowane z kółkiem ogonowym. Podwozie wysuwało się pod wpływem własnego ciężaru, a chowane było dzięki użyciu pneumatycznej instalacji. Szeroki rozstaw głównego podwozia zapewniał bardzo stabilne kołowanie samolotem.

## Uzbrojenie
MB-3 uzbrojony był w sześć działek Hispano Mk II kalibru 20 mm, po trzy na każdym skrzydle samolotu, z zapasem amunicji wynoszącym po 200 nabojów na lufę. W momencie powstania był to najsilniej uzbrojony jednomiejscowy samolot myśliwski.